# Omöjligt objekt

Två välkända omöjliga figurer: Den omöjliga triangeln och Djävulens stämgaffel.

Omöjliga objekt är en typ av optiska illusioner som innehåller en tvådimensionell figur som vår visuella perception inte kan tolka och omvandla till en möjligt tredimensionellt objekt, på grund av sådana motsägelser i dess konstruktion vilka vi inte har några empiriska referenser till.
I de flesta fallen framstår det omöjliga i objektet efter att betraktaren har begrundat figuren ett antal sekunder. Det initiala intrycket, som ligger till grund för försöket att skapa ett möjligt tredimensionellt objekt, kvarstår dock även sedan det blivit logiskt ifrågasatt. Det finns också exempel på omöjliga objekt som inte ifrågasätts spontant, utan blir omöjliga först efter att geometrin i objektet framstår som omöjlig. 
Omöjliga objekt är av intresse för bland andra psykologer, matematiker och konstnärer utan någon inbördes ordning.

## Kända exempel
- Omöjlig kub
- Penrose trappa
- Penrose triangel
- Blivet

## Historia

Ur en viss synvinkel förefaller den omöjliga kuben att trotsa de geometriska lagarna.

Den svenske konstnären Oscar Reutersvärd var den förste att medvetet skapa omöjliga objekt i en känd skala. Han har blivit kallad "De omöjliga objektens fader". Reutersvärd ritade 1934 den kända omöjliga triangeln, som även är känd som Penrose triangel. Detta skedde ett par år innan Penrose publicerade sin version. I Reutersvärds version bröts triangelns sidor upp till små kuber.
Under 1956 skrev den brittiske psykiatrikern Lionel Penrose och hans son matematikern Roger Penrose en kort artikel i British Journal of Psychology med titeln "Impossible Objects: A Special Type of Visual Illusion". Denna var illustrerad med "den omöjliga triangeln" och "Penrose trappa". Artikeln refererade till Escher, vars arbete de blivit intresserade av, utan att känna till Reutersvärds ursprungliga version. Artikeln publicerades även en gång under 1958.
Från 1930-talet och framåt producerade den holländske konstnären M. C. Escher flera litografier föreställande olika omöjliga objekt. De innehöll ofta perspektiv som innehöll paradoxer och senare även figurer som skulle vara omöjliga objekt. Under 1957 skapade Escher sitt första verk, som innehöll ett verkligt omöjligt objekt: Cube with Magic Ribbons. Han skapade också framgent många omöjliga figurer, och ibland kunde hela motivet i sig vara ett möjligt objekt och hans arbete har i hög grad bidragit till allmänhetens kännedom av omöjliga figurer. Andra samtida konstnärer har i olika grad arbetat med omöjliga figurer och som exempel kan nämnas Jos de Mey, Shigeo Fukuda, Sandro del Prete, István Orosz (Utisz), Guido Moretti, Tamás F. Farkas och Mathieu Hamaekers.

## Fiktion
- I tv-serien Star Trek: The Next Generation i episoden "I, Borg", formades en plan som skulle förstöra hela den cybernetiska rasen Borg som mentalt var kollektivt sammankopplade. Den gick ut på att visa en av borgerna ett väldigt komplext och omöjligt objekt. Bilden skulle sedan sändas till den mentala gemenskapen och successivt bryta ned deras förstånd, i deras strävan att förstå bildens budskap. Planen antogs inte av humanistiska skäl då det skulle vara lika med ett folkmord och planens potential blev okänd.
- I datorspelet Diablo II var regionen "Arcane Sanctuary" baserad på omöjliga figurer.
- I Simpsons-avsnittet "Treehouse of Horror VIII", kan en blivet ses på professors Frinks garageförsäljning. I filmen The Simpsons, föll Homer ned kilometervis i det omöjliga "huset av trappor".
- Miljön i klimascenen i Goblin-kungens slott i fantasyfilmen Labyrint, från 1986, regisserad av Jim Henson, var baserad på M. C. Eschers "Relativitet", och innehöll omöjliga trappor och perspektiv.